# الونز، سارت
الونز، سارت (به فرانسوی: Allonnes, Sarthe) یک کمون در فرانسه است که در Canton of Allonnes واقع شده‌است.

## خصوصیات
الونز ۱۸٫۰۷ کیلومترمربع مساحت و ۱۱٬۳۰۱ نفر جمعیت دارد.